# Богуславский, Дмитрий Николаевич
Дми́трий Никола́евич Богусла́вский (13 (25) июля 1826 — 12 [24] января 1893, Санкт-Петербург) — русский военный деятель, переводчик, корановед, член Военно-учёного комитета Главного штаба, генерал-лейтенант.

## Биография
Родился 13 (25) июля 1826 года. Происходил из дворян Нижегородской губернии.
В 1846 году окончил Михайловское артиллерийское училище и до 1861 года служилд в армии; в 1853 году был назначен помощником учёного секретаря артиллерийского отделения военного учёного комитета Главного штаба; в Крымскую войну (1855) был офицером штаба Южной армии под командованием М. Д. Горчакова. С ним же отправился в Варшаву (Горчаков был назначен наместником Царства Польского), где начал составлять исторический очерк Крымской войны, который не окончил. В 1856 году был переведён на должность офицера по особым поручениям главнокомандующего второй армией А. Н. Лидерса. В том же году был отправлен на службу при Главном штабе. Вероятно, в этот период в качестве вольнослушателя Факультета восточных языков Петербургского университета изучал арабский и турецкий языки.
В 1859 году, являясь старшим адъютантом при дежурном генерале, как знаток арабского языка и «восточных нравов», был назначен ответственным за пребывание и расходы на содержание пленного имама Шамиля, в Москве и Калуге (назначенной имаму местом жительства). Впоследствии они находились в переписке.
В 1861 году Д. Н. Богуславский был прикомандирован к Азиатскому департаменту МИДа и с 1862 года был назначен драгоманом посольства в Константинополе. В Константинополе он стал собирать различные книги по истории, литературе и праву Ближнего Востока. В его коллекции находились французский перевод «Муватта имама Малика», турецкая версия «Кабус-Наме». По некоторым данным, он перевёл сборник «Сорок хадисов». Кроме того, он содействовал русским востоковедам в получении необходимых материалов, в частности, им была отправлена в Петербург библиография историка Ибн Хаджара. Тогда же Богуславский задался целью составить перевод Корана.
С 1870 года он служил в Военном министерстве, был членом Главного военно-кодификационного комитета, членом Военно-ученого комитета Главного Штаба. С 16 апреля 1867 года — генерал-майор, с 1 января 1878 года — генерал-лейтенант.
В 1872 году был направлен в качестве полномочного представителя в Чугучак для переговоров с китайскими дипломатами об условиях передачи Китаю Илийского края и урегулирования пограничных вопросов.
Был членом экзаменационных комиссий Офицерских курсов восточных языков при Азиатском департаменте МИДа.
Умер «от паралича сердца» 12 (24) января 1893 года. Похоронен в Санкт-Петербурге на Волковом православном кладбище.

## Награды
- Орден Святой Анны 3-й степени с мечами и бантом (1854)
- Орден Святого Станислава 2-й степени (1857; императорская корона к ордену 1859 год)
- Орден Святой Анны 2-й степени с императорской короной (1861)
- Орден Святого Владимира 3-й степени (1863)
- Орден Святого Станислава 1-й степени (1870)
- Орден Святой Анны 1-й степени (1873)
- Орден Святого Владимира 2-й степени (1876)
- Орден Белого орла (1883)
- Знак отличия беспорочной службы за XL лет (1889)

### Иностранные
- Турецкий орден Меджидие 3-й степени (1864)
- Персидский орден Льва и Солнца 2-й степени (1865)
- Турецкий орден Меджидие 2-й степени (1867)
- Командорский крест испанского ордена Изабеллы (1867)
- Украшенные бриллиантами табакерки от турецкого султана (1868 и 1871)

## Перевод Корана
Во время службы в Константинополе Богуславский отметил низкое качество, выполненного славянофилом К. Николаевым, популярного в то время перевода Корана. Этот перевод был сделан не с оригинального текста, а с французского перевода А. де Биберштейна-Казимирского. Хотя высокое качество языка перевода и интерес к исламу гарантировали популярность издания, Богуславский обнаружил несовпадения с оригинальным текстом и проблемы в смысловой передаче многих частей Корана и решил составить перевод на основе комментариев исламских богословов, обратившись прежде всего к работе «Тафсир аль-меуакиб» чиновника (бывшего посла в Лондоне) и литератора Исмаила Ферруха-эфенди. В 1871 году Богуславский сделал 400-страничный перевод с 60-страничным комментарием к будущей книге. Однако публикация перевода в то время не состоялась. В 1877 году был опубликован перевод Корана профессора Казанской духовной академии Г. С. Саблукова и Богуславский принял решение отказаться от публикации своей версии.
Стремление следовать букве первоисточника вызвала стилистические проблемы. Однако последующие поколения востоковедов отмечали ряд достоинств.
После смерти Богуславского его вдова предоставила рукопись перевода Корана востоковеду В. Р. Розену, который дал высокую оценку качества текста, но отметил, что при наличии книги Саблукова издание перевода Богуславского потеряло смысл.
В августе 1937 года академик И. Ю. Крачковский, ознакомившись с рукописью перевода, написал, «что безукоризненным перевод Богуславского назвать нельзя, однако отсюда было бы ошибочно заключать, что он хуже какого-либо перевода, существовавшего в его время в пределах поставленных им задач. Свою основную цель — дать представление о понимании Корана в мусульманских кругах поздних эпох — он достигает вполне».
Версия перевода Корана Богуславского была напечатана лишь в 1995 году усилиями Е. А. Резвана и А. Н. Вейрауха тиражом всего лишь в 100 номерных экземпляров. Издательская фирма «Восточная литература» РАН (Москва) и Центр «Петербургское Востоковедение» (Санкт-Петербург) напечатали книгу на особой финской бумаге и в ручном переплёте из телячьей кожи, тиснённом золотом и серебром — в таком же футляре. В 1996 году на первом конкурсе «Петербургская книга» она была удостоена почётного диплома «За уникальное издание».
Впоследствии перевод массово издавался в Турции, книгоиздателем Шабаном Куртом (издательство «ÇağriYayinlary»; 2001, переиздано пять раз: в 2004, 2005, 2007, 2012 и 2013 гг.).